# Chomelia vulpina
Chomelia vulpina är en måreväxtart som beskrevs av Johannes Müller Argoviensis. Chomelia vulpina ingår i släktet Chomelia och familjen måreväxter. Inga underarter finns listade i Catalogue of Life.